# Emily Dickinson
Emily Elizabeth Dickinson (Amherst, Massachusetts, 10 de diciembre de 1830 - ibidem, 15 de mayo de 1886) fue una poeta estadounidense, su poesía apasionada la ha colocado en el reducido panteón de poetas fundamentales estadounidenses junto a Edgar Allan Poe, Ralph Waldo Emerson y Walt Whitman. 
Dickinson procedía de una familia de prestigio y poseía fuertes lazos con su comunidad, aunque vivió gran parte de su vida recluida en su casa. Tras estudiar durante siete años en Amherst Academy, asistió brevemente al seminario femenino Mount Holyoke antes de regresar a la casa familiar en Amherst. Sus vecinos la consideraban excéntrica; tenía predilección por vestir siempre ropa blanca, era conocida por negarse a saludar a los invitados y en los últimos años de su vida, por ni siquiera querer salir de su habitación. Dickinson nunca se casó y la mayoría de amistades que tenía dependían completamente de la correspondencia.
En la intimidad de su hogar, Dickinson era una prolífica poeta; sin embargo, durante su vida no se llegó a publicar ni una docena de sus casi 1800 poemas. El trabajo publicado durante su vida fue alterado significativamente por los editores, adaptándolos a las reglas y convenciones poéticas de la época. No obstante, los poemas de Dickinson son únicos en comparación con los de sus contemporáneos: contienen líneas cortas, por lo general carecen de título, contienen rimas consonantes imperfectas [half rhyme] y una puntuación poco convencional. Muchos de sus poemas se centran en temas relacionados con la muerte y la inmortalidad, dos temas también recurrentes en las cartas que enviaba a sus amigos. 
Los conocidos de Dickinson probablemente sabían de sus escritos pero no fue hasta después de su muerte, en 1886, cuando Lavinia, la hermana pequeña de Dickinson, descubrió los poemas que Emily guardaba y se logró hacer evidente la amplitud de su obra. Su primera colección de poesías se publicó en 1890 por conocidos personajes como Thomas Wentworth Higginson y Mabel Loomis Todd, aunque alteraron significativamente los originales. El erudito Thomas H. Johnson publicó en 1955 una colección completa de Dickinson, la primera de su poesía, y en su mayoría sin cambios. A pesar de que tuvo una crítica y recepción desfavorable y escéptica entre finales del siglo xix y principios del xx, Emily Dickinson está considerada de forma casi universal como una de las más importantes poetas estadounidenses de todos los tiempos.

## Entorno social y familiar

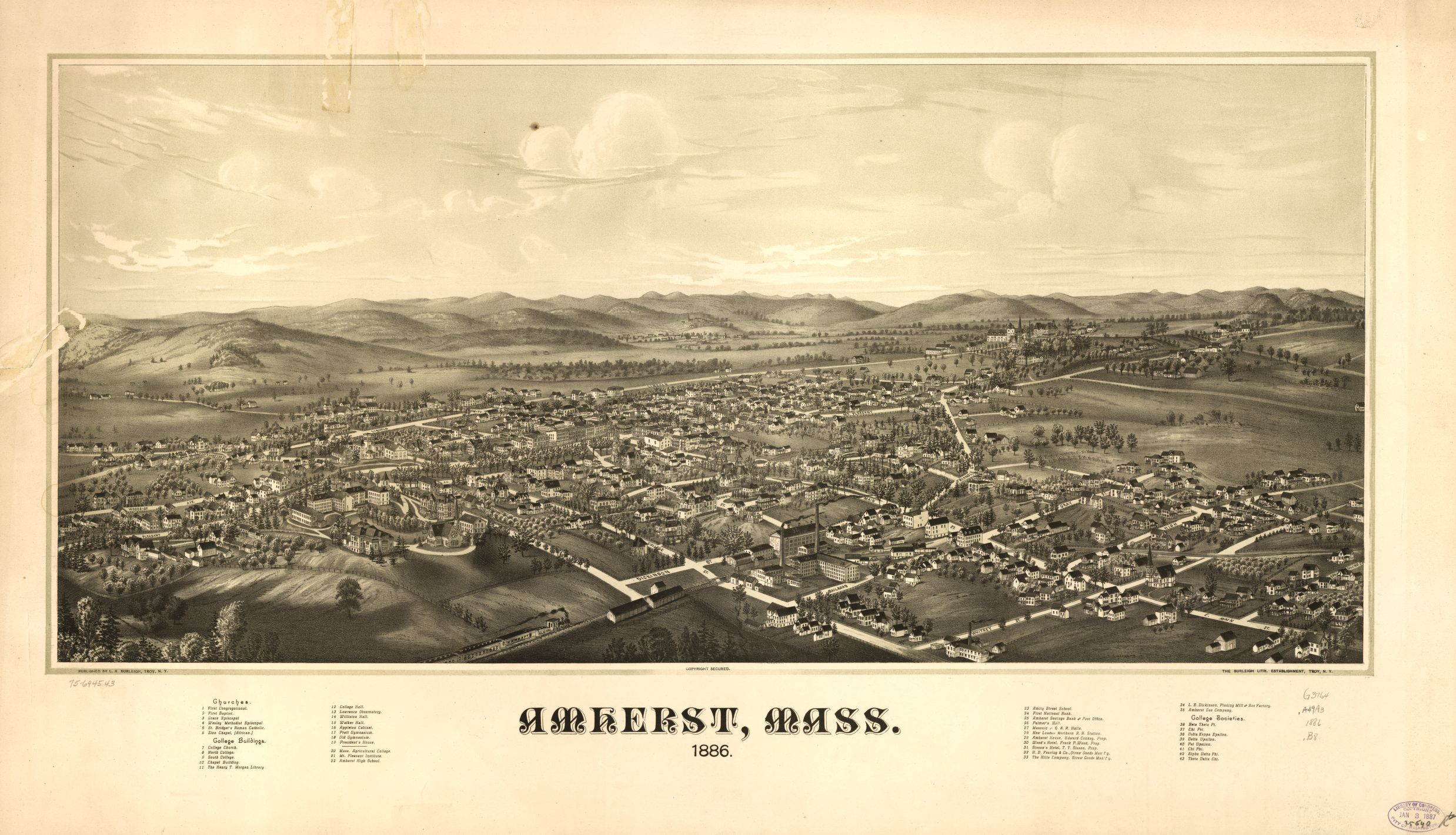
Panorámica de Amherst, la ciudad natal de Emily Dickinson. La fotografía fue tomada en el año de su muerte.

Emily Dickinson provenía de una prominente familia de Nueva Inglaterra. Sus antepasados habían llegado a Estados Unidos en la primera oleada migratoria puritana y la estricta religión protestante que profesaban influyó sobre la obra de la artista.
Abogados, educadores y funcionarios políticos poblaban el árbol genealógico de Emily Dickinson; uno de sus antepasados fue secretario del Ayuntamiento de Wethersfield, Connecticut en 1659. Su abuelo Samuel Fowler Dickinson fue secretario del Ayuntamiento, representante en la Corte General, senador en el Senado Estatal y durante cuarenta años juez del condado de Hampton, Massachusetts. 
El padre de la poeta, Edward Dickinson, abogado por la Universidad Yale, fue juez en Amherst, representante en la Cámara de Diputados de Massachusetts, senador en la capital del Estado y por último, representante por el estado de Massachusetts en el Congreso de Washington. Edward fundó la línea ferroviaria Massachusetts Central Railroad y, además, el Amherst College junto con Samuel, su padre.
El socio del bufete jurídico de Edward Dickinson era primo de Ralph Waldo Emerson que, por este motivo, siempre estuvo ligado al pueblo de Amherst, influyendo sobre la filosofía y la obra de Emily Dickinson. La esposa de Edward y madre de la poeta fue Emily Norcross Dickinson (1804–1882), al fin de su vida estuvo postrada y a cargo de sus hijas. Emily Dickinson tuvo dos hermanos: el mayor, William Austin Dickinson (1829–1895), generalmente conocido por su segundo nombre, se casó en 1856 con Susan Gilbert, amiga de su hermana Emily, y vivió en la casa lindante con la de su padre. Su hermana menor, Lavinia Norcross Dickinson (1833–1899), también conocida como «Vinnie», fue la que descubrió las obras de Emily Dickinson tras su muerte y se convirtió en la primera compiladora y editora de su poesía.

## Contexto histórico

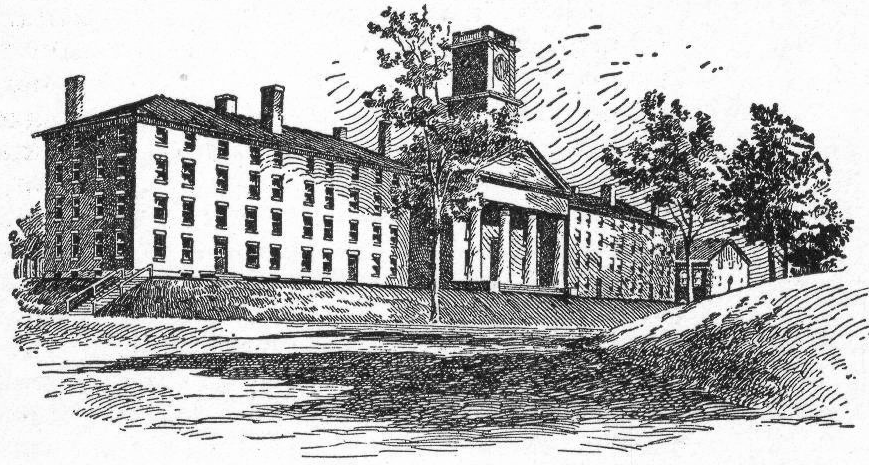
Ilustración tomada de un anuario del Amherst College en donde se puede observar la capilla y los dormitorios universitarios de la institución.

Emily Dickinson nació en tiempos anteriores a la Guerra de Secesión, en donde fuertes corrientes ideológicas y políticas chocaban en la sociedad de clase media-alta estadounidense.
Incluso los hogares más acomodados carecían de agua caliente y de baños dentro de la casa, y las tareas hogareñas representaban una carga enorme para las mujeres; sin embargo, por la buena posición económica, la familia Dickinson disponía de una sirvienta irlandesa. Debido a la situación de la Nueva Inglaterra en esa época, Dickinson constituía un caso raro para la sociedad rural por su preocupación por obtener una buena educación. 
La severa religiosidad puritana se hacía presente en todas partes y la única expresión artística aceptada era la música del coro de la iglesia. La ortodoxia protestante de 1830 consideraba a las novelas una «literatura disipada»; los juegos de naipes y la danza no estaban permitidos; no había conciertos de música clásica y no existía el teatro. No se toleraba la presencia de mujeres solas en reuniones fuera del té cotidiano entre vecinas y, la Pascua y la Navidad no se celebraron hasta 1864, cuando se estableció la primera Iglesia Episcopal en Amherst la cual introdujo esas costumbres. 
Una vez fundado el Amherst College, por el abuelo y el padre de Emily Dickinson, la unión entre la institución y la iglesia provocó que se comenzaran a formar misioneros que, eventualmente, salieron de Amherst para propagar los ideales protestantes por los rincones más remotos del planeta. El ocasional regreso de alguno de estos religiosos introdujo nuevas ideas, visiones y conceptos en la conservadora sociedad del pueblo, que de este modo comenzó a tomar contacto con el mundo exterior y se inclinó a abandonar las viejas costumbres y creencias más rápido que otras zonas de la región.

## Su vida

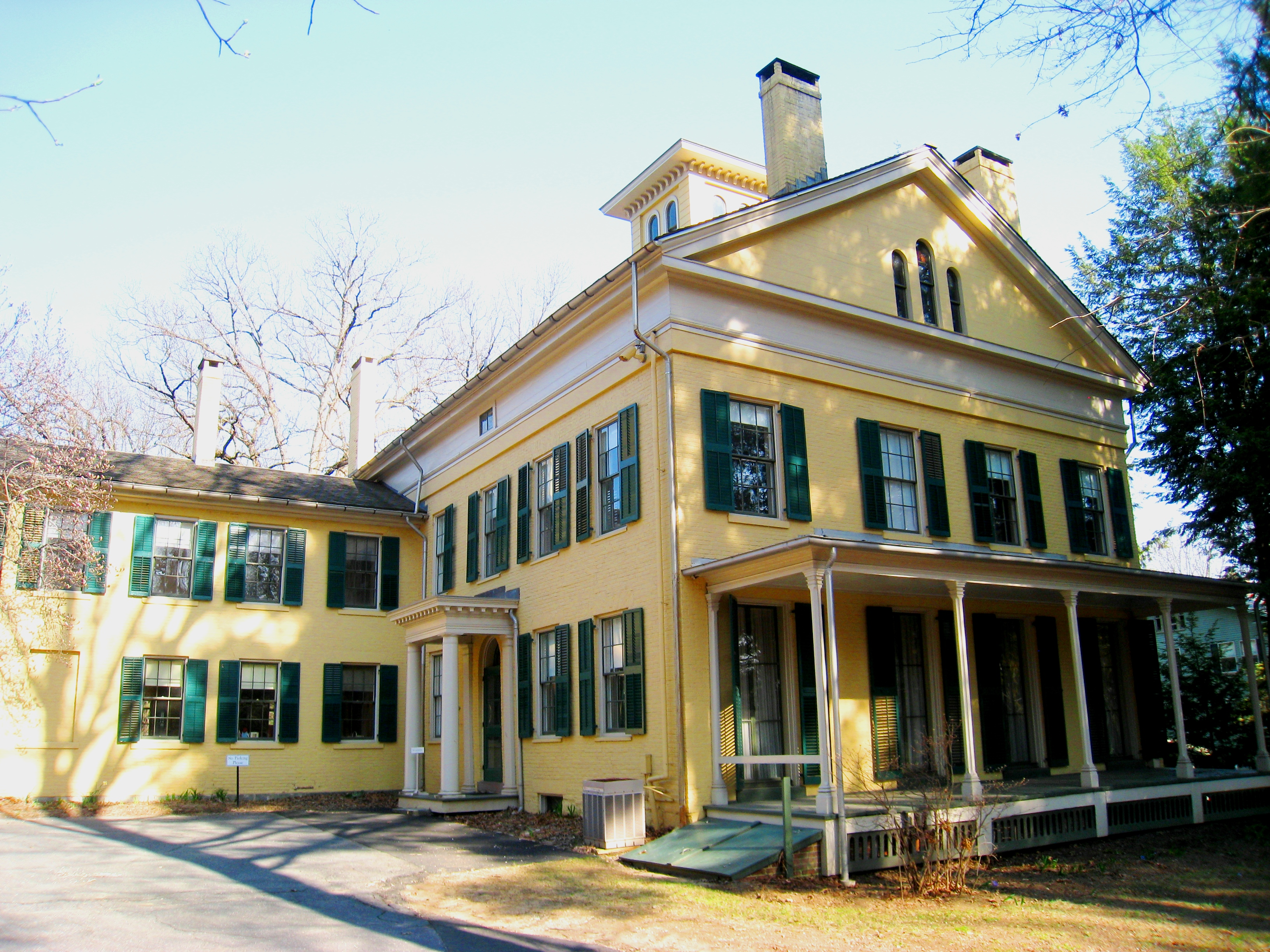
La casa en Amherst donde nació Emily Dickinson

### Infancia, adolescencia y estudios

#### Sus hermanos y cuñada
Emily Dickinson nació en el hogar de sus padres el 10 de diciembre de 1830, dos años después de que sus padres contrajeran matrimonio. Muy apegada a los ideales y conceptos puritanos en boga, tardó muchos años en comenzar a rebelarse, aunque nunca de forma completa.
Emily prácticamente no recordaba a sus abuelos ni a sus tíos, a pesar de ello, de niña tuvo mucha relación con dos pequeñas primas huérfanas, a las cuales ayudó a educar e incluso, a una de ellas, Clara Newman, le llegó a leer en secreto algunos de sus poemas.
Es imposible reconstruir de forma completa la infancia de la poeta, son escasos y fragmentarios los datos que poseen los investigadores. No obstante, se conoce que el hermano mayor de Emily, William Austin Dickinson, un año y medio mayor que ella, nació el 16 de abril de 1829. Él se educó en el Amherst College y se convirtió, al igual que su padre, en abogado al graduarse de la Universidad Harvard.
Austin Dickinson se casó en 1856 con Susan Huntington Gilbert, excompañera de estudios de Emily Dickinson en la Academia de Amherst, quien parece haber cumplido un importante papel en la vida emocional de la escritora. Susan Gilbert, al mudarse con Austin a la casa contigua a donde vivía Emily, se convirtió en amiga, amante y confidente de la poeta, y consta por la correspondencia mantenida «alambrada por medio» que su cuñada fue la segunda persona a quien le mostró sus poemas. Incluso se atrevió a sugerirle a Emily algunos cambios y retoques que no fueron realizados jamás. Asimismo, se ha propuesto que Susan fue la destinataria de cerca de trescientos de los poemas de amor de Dickinson y, que este amor era correspondido.
Lavinia Dickinson, su hermana menor, nacida el 28 de febrero de 1833, fue su compañera y amiga hasta el fin de su vida. Las pocas confidencias íntimas que se conocen de Emily provienen de Lavinia. «Vinnie» sentía una profunda adoración por su hermana y por su talento poético; sin embargo, respetó hasta la muerte de Emily la decisión de mantener ocultas sus obras, y también protegió su vida privada hasta donde le fue dado hacerlo, creando y manteniendo el ambiente de calma, aislamiento y soledad que Emily necesitaba para dar forma a su gran producción poética. La fe de Lavinia en las obras de su hermana permitió su protección para la posteridad, hasta su primera publicación póstuma. La devoción de Lavinia fue la responsable de hacer comprender al biógrafo de Emily, George Frisbie Whicher, y al mundo que «la poeta lírica más memorable de Estados Unidos había vivido y muerto en el anonimato».

#### Años de formación
La Academia de Amherst era sólo para varones. A pesar de ello en 1838 se abrió por primera vez la inscripción de niñas, y en 1840 Edward Dickinson y su esposa inscribieron a Emily.
A pesar de su humildad —escribió «Fui a la escuela pero no tuve instrucción»— la educación de Emily en la academia fue sólida y completa. Allí aprendió literatura, religión, historia, matemáticas, geología y biología. Recibió una sólida instrucción en griego y latín que le permitió, por ejemplo, leer la Eneida de Virgilio en su idioma original.
El punto más flojo de la educación de Dickinson fueron sin duda las matemáticas, para las cuales no tenía facilidad y no le gustaban. Su talento narrativo hizo que escribiera las composiciones de sus compañeras que, en retribución, le hacían las tareas de álgebra y geometría.
De este período se conserva una carta a su amiga Jane Humphrey, escrita a los once años de edad, que muestra un estilo académico y risueño: «Hoy es miércoles, y ha habido clase de oratoria. Un joven leyó una composición cuyo tema era "Pensar dos veces antes de hablar". Me pareció la criatura más tonta que jamás haya existido, y le dije que él debiera haber pensado dos veces antes de escribir».
El rector de la academia en ese entonces era un experimentado educador recién llegado de Berlín. Edward Dickinson sugirió a su hija que se inscribiera en los cursos de alemán que el rector impartía, puesto que con seguridad no tendría otra ocasión de aprender ese idioma en el futuro. Además, Emily estudiaba piano con su tía, tenía canto los domingos y también jardinería, floricultura y horticultura; estas últimas pasiones no la abandonarían hasta el fin de su vida.
La educación de Emily Dickinson fue, por tanto, mucho más profunda y sólida que las de las demás mujeres de su tiempo y lugar. Sin embargo, en ocasiones la muchacha, cuya salud no era muy buena, se sentía saturada y sobreexigida. A los catorce años escribe a una compañera una carta donde decía: «Terminaremos nuestra educación alguna vez, ¿no es verdad? Entonces tú podrás ser Platón y yo Sócrates, siempre y cuando no seas más sabia que yo».

#### Interés por las ciencias

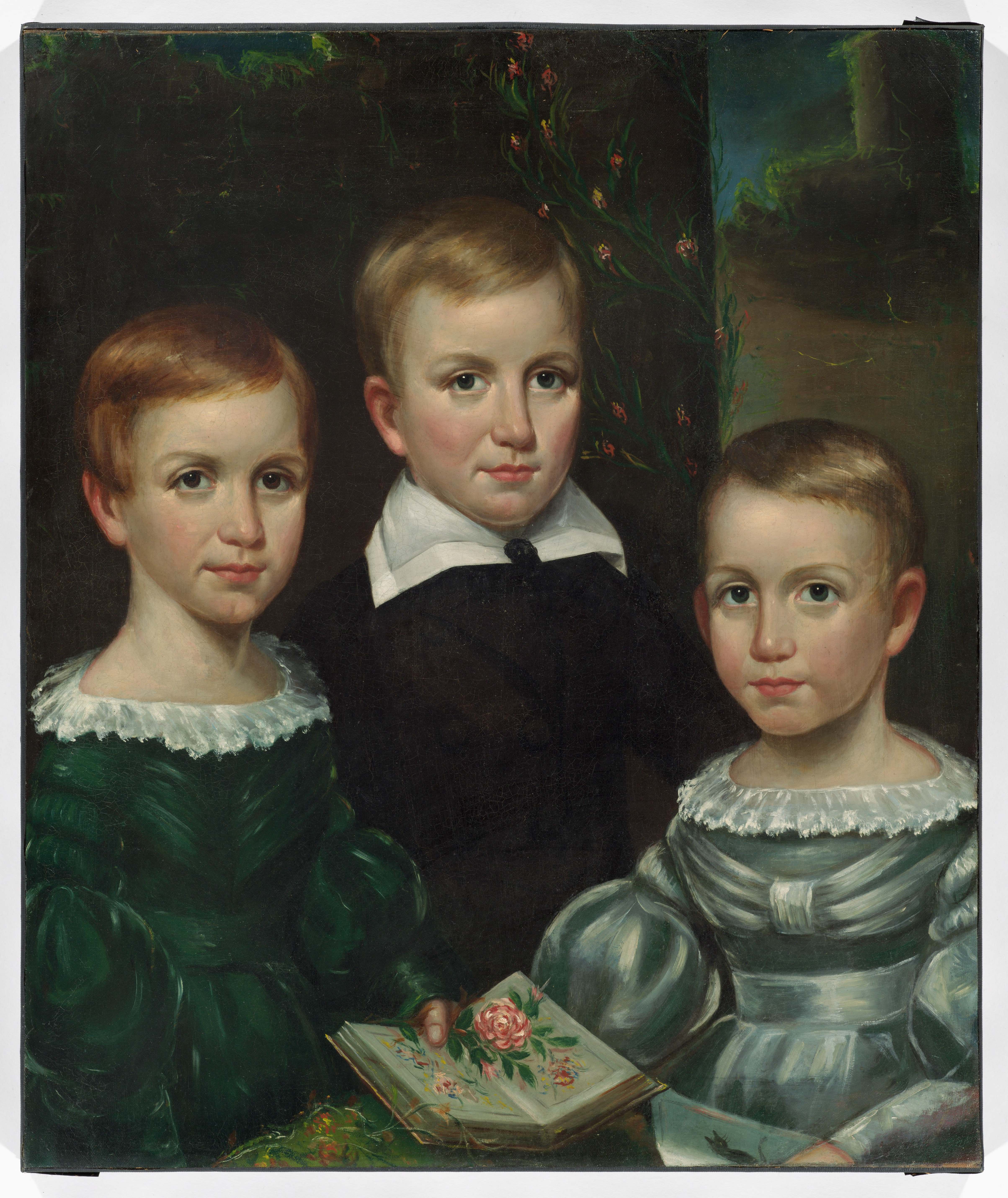
Retrato de los hermanos Dickinson en 1840, Emily se encuentra a la izquierda. Dickinson Room en el Houghton Library de la Universidad Harvard.

La Academia y el Colegio de Amherst disponían de un claustro de profesores compuesto por científicos de fama nacional, entre los que se encontraban los biólogos Edward Hitchcock y Charles Baker Adams, y el geólogo Charles Upham Shepard, los cuales llevaron al colegio sus enormes colecciones de especímenes. En 1848, cuando la poeta tenía dieciocho años, ambas instituciones construyeron un importante observatorio astronómico con un buen telescopio, y gabinetes para guardar las colecciones.
Todo esto estimuló el interés de Dickinson por las ciencias naturales, conocía desde temprana edad los nombres de todas las constelaciones y estrellas, y se dedicó con entusiasmo a la botánica. Sabía perfectamente dónde encontrar cada especie de flor silvestre que crecía en la región y las clasificaba correctamente según la nomenclatura binomial en latín. Toda esta erudición científica quedó firmemente guardada en su memoria y fue utilizada para la trama naturalista de sus poemas muchos años después.
Entre 1839 y 1846 confeccionó un herbario que contenía hasta 424 especímenes distintos de flores prensadas que recolectó, clasificó y etiquetó utilizando el sistema de taxonomía linneana.

#### Seminario en Mount Holyoke
El Seminario para Señoritas Mary Lyon de Mount Holyoke también recibió a Emily Dickinson para ayudar a su formación religiosa y completar su educación superior. En 1847, la jovencita abandonó el hogar familiar por primera vez para estudiar en dicho seminario.
Dickinson, con apenas dieciséis años, era una de las más jóvenes de entre las 235 estudiantes de Mount Holyoke, las cuales eran custodiadas por un selecto grupo de jóvenes maestras de entre veinte y treinta años de edad. La adolescente superó sin problemas los estrictos exámenes de admisión y se mostró muy satisfecha por la educación que se impartía en el seminario.
Allí intentaron que Emily se volcara de lleno en la religión para dedicarse a misionar en el extranjero, pero tras un profundo examen de conciencia Dickinson encontró que aquello no le interesaba y se negó, quedando inscrita en el grupo de setenta alumnas a las que se consideró «no convertidas».
A pesar de ello, Emily Dickinson y su portentosa imaginación eran muy populares en el seminario. Una condiscípula escribió que «Emily siempre estaba rodeada en los recreos por un grupo de niñas ansiosas de escuchar sus relatos extraños y enormemente divertidos, siempre inventados en el momento».
En menos de un año, Dickinson superó el curso completo, principalmente, por sus profundos conocimientos de latín. Aprobó rápidamente Historia Inglesa y Gramática obteniendo excelentes calificaciones en los exámenes finales, que eran orales y públicos. El curso siguiente se refería a Química y Fisiología y el tercero, a Astronomía y Retórica, todas ellas materias sobre las que, como queda dicho, Emily tenía profundos conocimientos. Los profesores, a la vista de su evidente dominio de la Botánica, le dieron esta materia por aprobada sin necesidad de cursarla ni de rendir exámenes.
En la primavera Emily enfermó y ya no pudo permanecer en el seminario. Edward Dickinson envió a Austin a buscarla y traerla de regreso. Después de esta segunda experiencia académica de su vida, Emily Dickinson ya no volvió a estudiar nunca más.

### Amores ocultos

#### Teorías y habladurías
La vida privada de Emily Dickinson siempre ha permanecido velada al público, pero solo hace falta echar una mirada a sus poemas para descubrir en ellos una coherencia, pasión e intensidad extraordinarias. La mayor parte de sus obras se ocupan de su amor hacia alguien, un hombre o una mujer, cuyo nombre jamás es mencionado, y con quien no podía casarse. 
Lamentablemente, como la poesía de Emily Dickinson fue publicada en un orden completamente arbitrario, no se puede distinguir hoy en día ninguna secuencia cronológica concreta, lo que destruye la posible progresión dramática que narraría la sucesión de emociones que sintió hacia esta persona desconocida, sin duda, algo de capital importancia en la vida de la artista y que pudo tener influencia, incluso, en su decisión de autorrecluirse.
Objeto de numerosas habladurías durante su vida y de muchas más después de su muerte, la vida emocional e íntima de Emily espera aún a ser revelada por los investigadores y estudiosos. La posible exageración de su vida la contradice la propia poeta al escribir: «Mi vida ha sido demasiado sencilla y austera como para molestar a nadie», aunque tal vez esta frase sólo se refiera a los hechos de su vida y no a sus sentimientos profundos.
Ya entre 1850 y 1880, circulaban por Massachusetts numerosos rumores acerca de los amores de la hija del juez Dickinson y, después de la publicación de su primer libro de poemas, cundieron las habladurías acerca de su desdichada «historia de amor».
Las teorías populares o académicas pueden dividirse en dos grupos: el amor con un joven a quien Edward Dickinson le prohibió seguir viendo, o la relación con un pastor protestante casado que huyó a una ciudad distante a fin de no sucumbir a la tentación. Ambas, aún sin poder ser comprobadas, tienen un pequeño trasfondo de verdad histórica. Tampoco se debe descartar la hipótesis que sostienen algunos biógrafos más actuales, según la cual Emily estuvo profundamente enamorada de su consejera, amiga y cuñada, la esposa de su hermano mayor, quien vivía junto a su casa.
Una de las primeras teorías se refiere a un estudiante de ciencias jurídicas que trabajó en el estudio legal de Edward durante el año en que Emily estuvo en Mount Holyoke, y el año después a ese. La segunda se basa en la, como ella misma escribió, «intimidad de muchos años» con un importante religioso que le fue presentado en Filadelfia en 1854. A pesar de que ambas relaciones en verdad tuvieron lugar, no existe ni la más mínima prueba de que Emily Dickinson haya sido novia, ni amante de ninguno de ellos; ni siquiera de que se viera con ellos a solas en ninguna ocasión.
Más fructífera fue la relación de amistad «profunda y confidente» con su cuñada Susan Huntington. Ella fue una de las pocas personas a quienes Emily le compartió sus poemas y en la actualidad se cree que fue la verdadera inspiración amorosa de al menos varias centenas de ellos.

#### Los guías y mentores

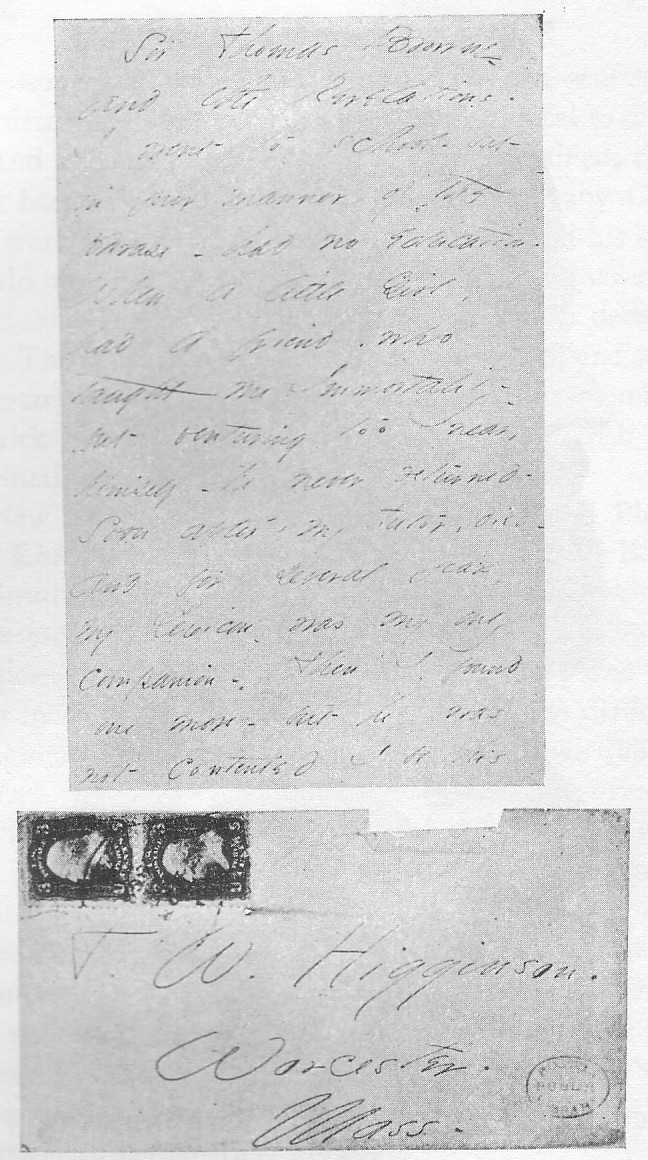
Segunda carta y manuscritos de Emily Dickinson a Thomas Higginson. En ella le cuenta sobre sus dos adorados maestros.

Durante toda su vida, Emily Dickinson se puso en manos de hombres a los que consideraba más sabios que ella y que podían indicarle qué libros debía leer, cómo debía organizar sus conocimientos y allanarle el camino del arte que ella pretendía recorrer. El último y mejor documentado, Thomas Wentworth Higginson, descubrió el 5 de abril de 1862, cuando la poeta tenía 31 años, que él no era su primer maestro. Higginson es aquel a quien Emily siempre llama Master en sus cartas y a quien la voz popular ha adjudicado el mote de «Maestro de las cartas».
En ese año de 1862, en la segunda carta que le escribe, la poeta dice textualmente: «Cuando era pequeña, tuve un amigo que me enseñó lo que era la inmortalidad, pero se aproximó demasiado a ella y nunca regresó. Poco después murió mi maestro, y durante largos años mi única compañía fue el diccionario. Luego encontré a otro, pero no quería que yo fuese su alumna y se fue de la región».
Los dos hombres que Dickinson menciona en su carta a Higginson son, en verdad, los protagonistas de sus poemas de amor. Ella misma lo expresa en otras cartas, y no existen motivos para negarlo. Sin embargo, sus respectivas identidades deberían esperar siete décadas para ser desveladas.

#### La carta perdida
En 1933, un coleccionista de autógrafos publicó su catálogo, y en su colección apareció una carta inédita de Emily Dickinson que vendría a echar luz sobre el nombre del «amigo que le enseñó la inmortalidad».
La misiva, fechada el 13 de enero de 1854, está dirigida al reverendo Edward Everett Hale, que en esos tiempos era el pastor de la Iglesia de la Unidad en Worcester: «Pienso, señor, que como usted era el pastor del señor B. F. Newton, que murió hace algún tiempo en Worcester, puede satisfacer mi necesidad de enterarme de si sus últimas horas fueron alegres. Yo lo apreciaba mucho, y me gustaría saber si descansa en paz».
La carta continúa explicando que Newton trabajaba con su padre, y que ella, no siendo más que una niña, se sintió fascinada por su colosal intelecto y sus notables enseñanzas. Dice que el señor Newton fue para ella un preceptor amable pero serio, que le enseñó qué autores debía leer, a qué poetas admirar y muchas enseñanzas artísticas y religiosas.
Pregunta a Hale si él cree que Newton está en el paraíso, y recuerda que «me enseñaba con fervor y con cariño, y cuando se fue de nuestro lado se había convertido en mi hermano mayor, querido, añorado y recordado».

#### Benjamin Franklin Newton

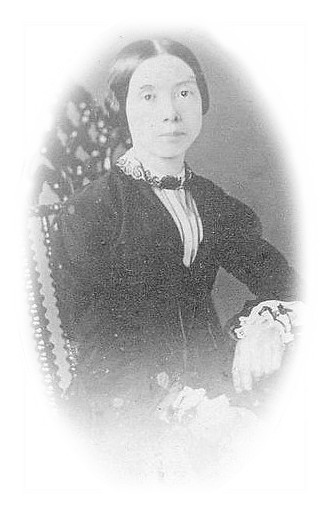
Segundo daguerrotipo conocido de Emily Dickinson en la edad adulta, tomado aproximadamente en Amherst College, 1850.

Nacido en Worcester el 19 de marzo de 1821 y, por lo tanto, diez años mayor que Dickinson. Benjamin F. Newton causó tan profunda impresión en la poeta que, no bien lo hubo conocido, escribió a su amiga, vecina y futura cuñada Susan Gilbert una carta fechada en 1848 donde le dice: «He encontrado un nuevo y hermoso amigo».
Newton permaneció dos años con los Dickinson y, por los motivos que fuesen, incluida una supuesta prohibición de Edward para que siguiera frecuentando a su hija, abandonó Amherst a finales de 1849 para nunca más regresar.
De vuelta en su ciudad natal se dedicó al derecho y al comercio, en 1851 se casó con Sarah Warner Rugg, 12 años mayor que él. Para estos tiempos Newton estaba ya gravemente enfermo de tuberculosis, dolencia que lo llevó a la muerte el 24 de marzo de 1853, a los 33 años de edad, diez meses antes de que Emily escribiese al pastor Hale preguntando por sus últimos momentos. 
El encanto que Newton provocó en Emily Dickinson vino de la mano de la literatura. Aunque Edward Dickinson le compraba muchos libros, le pedía a la muchacha que no los leyera, porque su vieja y conservadora mentalidad puritana temía que pudiesen afectar su espíritu. Edward Dickinson despreciaba especialmente a Dickens y a Harriet Beecher Stowe, lo que su hija deploró muchos años más tarde.
Newton, en cambio, obsequió a Dickinson un ejemplar de los Poemas de Emerson y le escribió apasionadas cartas donde, en forma velada, intentaba prepararla para su muerte inminente. Dice Dickinson a Thomas Higginson, hablando de una carta que había recibido de Newton: «Su carta no me emborrachó, porque ya estoy acostumbrada al ron. Me dijo que le gustaría vivir hasta que yo fuese una poetisa, pero que la muerte tenía una potencia mayor que la que yo podía manejar». Otra carta al «Maestro» dice que «mi primer amigo me escribió la semana anterior a su muerte: “Si vivo, iré a Amherst a verte; si muero, ciertamente lo haré”». Veintitrés años más tarde, Emily Dickinson aún seguía citando de memoria las palabras de estas últimas cartas de su amigo de la juventud.
Los motivos de la vuelta de Newton a Worcester no están claros, pero el repudio de Edward Dickinson a un posible romance no es una causa improbable. Newton era pobre, progresista y tenía tuberculosis en la fase terminal. No era, a buen seguro, la clase de partido que el juez de Amherst deseaba para su adorada hija, y menos aún una buena influencia a los ojos del puritano padre.

#### Charles Wadsworth
Mientras Emily luchaba con la elaboración del duelo que había desatado en ella la muerte de Newton, conoció en Filadelfia en mayo de 1854 al reverendo Charles Wadsworth, a la sazón pastor de la Iglesia Presbiteriana de Arch Street. Wadsworth tenía 40 años y estaba felizmente casado, pero igualmente causó una profunda impresión en la joven poeta de 23: «Él fue el átomo a quien preferí entre toda la arcilla de que están hechos los hombres; él era una oscura joya, nacida de las aguas tormentosas y extraviada en alguna cresta baja».
Si bien no es seguro que Emily haya sentido una fuerte atracción erótica hacia Newton, no existe duda alguna de que durante toda su vida posterior estuvo profundamente enamorada de Wadsworth.[cita requerida] Según la Enciclopedia Británica, no se puede decir con seguridad si Emily Dickinson fue enamorada de Charles Wadsworth. El pastor murió el 1 de abril de 1882, mientras que Newton falleció un 24 de marzo. En otoño de ese mismo año ella escribió: «Agosto me ha dado las cosas más importantes; abril me ha robado la mayoría de ellas». Al pie del texto se lee la siguiente y angustiosa pregunta: «¿Es Dios enemigo del amor?».
Al cumplirse el primer año de la muerte de Charles Wadsworth escribió: «Toda otra sorpresa a la larga se vuelve monótona, pero la muerte del hombre amado llena todos los momentos y el ahora. El amor no tiene para mí más que una fecha: 1 de abril, ayer, hoy y siempre». 
Si a partir de estas confesiones queda claro el enorme impacto amoroso que Wadsworth tuvo sobre la vida de Dickinson, no hay prueba alguna de que ella haya sido importante para él. Tímido y reservado, no existe constancia de que se haya fijado en Emily en aquellas oportunidades.
Sin embargo, el único cuadro que colgaba en la habitación de la poeta era un retrato en daguerrotipo del pastor de Filadelfia. Es interesante destacar que el profundo y eterno amor de Dickinson se generó y consolidó en sólo tres entrevistas, aunque hay indicios de un cuarto posible encuentro. Su hermana Lavinia, que vivió con ella toda su vida, jamás conoció a Charles Wadsworth hasta la última vez.
No quedan documentos de las dos primeras ocasiones en que Wadsworth se encontró con Emily, por lo que nunca conoceremos los verdaderos motivos por los que el pastor abandonó la costa Este de los Estados Unidos y se fue a predicar a San Francisco en la primavera de 1861, en plena Guerra de Secesión.
Pero ella nunca lo olvidó. En 1869 Dickinson se enteró de que Wadsworth estaba de regreso en Filadelfia, y comenzó a escribirle cartas en 1870.
Pero pasaron veinte años antes de que volvieran a verse. Una tarde del verano de 1880, Wadsworth golpeó a la puerta de la casa de los Dickinson. Lavinia abrió y llamó a Emily a la puerta. Al ver a su amado, se produjo el siguiente diálogo, perfectamente documentado por Wicher. Emily le dijo: «¿Por qué no me ha avisado de que venía, a fin de prepararme para su visita?», a lo que el reverendo respondió «Es que yo mismo no lo sabía. Me bajé del púlpito y me metí en el tren». Ella le preguntó, refiriéndose al trayecto entre Filadelfia y Amherst: «¿Y cuánto ha tardado?». «Veinte años», susurró el presbítero.
Charles Wadsworth murió dos años después, cuando Emily tenía 51 años, dejándola sumida en la más absoluta desesperación.  

### Comienzo de su reclusión
Tras las muertes de Newton y Wadsworth, la vida de Emily Dickinson quedó totalmente vacía y su único camino para evitar la muerte, según su principal biógrafo ya mencionado, consistió en la poesía. Recrudeció entonces la tenaz negativa a la publicación de sus poemas y comenzó a dejar de salir de la casa de su padre, y con frecuencia, siquiera de su propia habitación.
La negativa a publicar, aunque la actitud de Dickinson tuviese paralelos históricos como por ejemplo Franz Kafka, no deja de ser una anormalidad que merece ser mejor estudiada en el futuro.
Si bien, como se ha dicho, Dickinson no se oponía a que la gente leyese sus poemas, le leía algunos a su prima Clara Newman y escribía otros para su cuñada Susan Gilbert; sin embargo, no dejaba que cualquiera los leyera. Aparte de los mencionados miembros de su familia, todas las demás personas que leyeron sus trabajos cuando la poeta seguía con vida, eran profesionales de la literatura: escritores, críticos, profesores o editores, y pueden contarse con los dedos de una mano. La lista incluye a su «Maestro de las cartas» Thomas Wentworth Higginson, al profesor Samuel Bowles, a la escritora Helen Hunt Jackson, al editor Thomas Niles y, al crítico y también escritor Josiah Gilbert Holland. 
Ana Mañeru, traductora de la poeta, piensa por el contrario que unos trescientos poemas están dedicados a su gran amor, correspondido, por su cuñada y editora, Susan Gilbert o Susan Huntington Dickinson (1830-1913).

### Únicos poemas publicados en vida

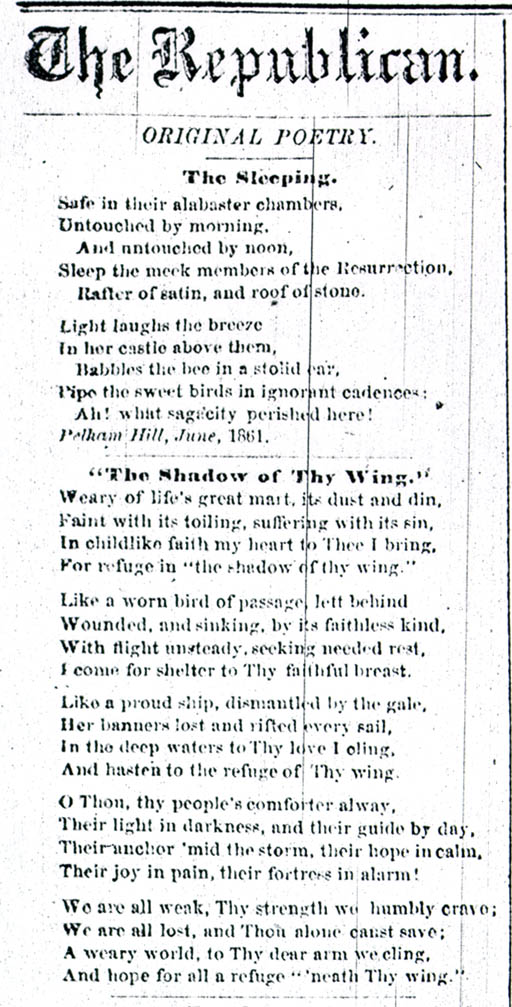
Dos poemas publicados en The Springfield Republican en 1862, sin la firma de Emily. El título solo dice "Poesía original".

Samuel Bowles, muy interesado en la literatura y en particular en la poesía, dirigía un diario local, y en él se publicaron, con o sin consentimiento de Dickinson, cuatro de los seis únicos poemas que vieron la luz mientras ella vivió.
El primero era un poema del Día de San Valentín primitivo y poco importante, mientras que el segundo era ya una muestra más acabada de su oficio.
En 1862, se publicó sin firma Safe in their alabaster chambers y Weary of life´s great mart. El célebre poema sobre la serpiente, A narrow fellow in the grass [Un delgado amigo entre la hierba], verdadera obra maestra hoy llamado The Snake, le fue «robado» a la poeta por alguien de su confianza, casi con seguridad Susan Gilbert, y fue publicado contra su voluntad en el periódico The Springfield Republican en su edición del 14 de febrero de 1866.
El último poema, que paradójicamente habla del éxito, fue publicado en una antología preparada por Helen Hunt Jackson a condición de que la firma de Emily no figurara en él.

### El "Maestro" desorientado
En 1862, Emily Dickinson, tal vez bajo los efectos de la duda acerca de si su poesía tenía calidad real, envió múltiples poemas a Thomas Higginson acompañados de la siguiente pregunta, que a la luz de los conocimientos actuales puede muy bien ser interpretada como un ruego: «Señor Higginson: ¿está usted demasiado ocupado? ¿Podría hacerse un momento para decirme si mis poemas tienen vida?».
Se puede decir, a favor de Higginson, que este respondió en seguida al desesperado pedido de orientación de Dickinson, elogiando sus poemas y sugiriéndole profundos retoques que, según él, podían hacer que el trabajo de la autora se adaptara a las normas poéticas en boga de aquellos tiempos. Si logró comprender la abrumadora calidad de su poesía, es seguro que no supo qué hacer con ella.
Dickinson se dio cuenta de que al adoptar los innumerables cambios que Higginson proponía para hacer su poesía «publicable», suponía una involución estilística y, por lo tanto, la negación de su original y única identidad artística, por lo que los rechazó suave pero firmemente. Higginson guardó los poemas durante más de treinta años, para luego, ante el éxito del libro Poems of Emily Dickinson, en 1890, sorprenderse como un absoluto profano que nunca hubiese tenido nada que ver con el asunto. Escribió en un ensayo del año siguiente que «después de cincuenta años de conocerlos [los poemas], se me plantea ahora como entonces el problema de qué lugar debe asignárseles dentro de la literatura. Ella [Emily] se me escapa, y hasta hoy me encuentro aturdido ante semejantes poemas». Quince años después de la muerte de la artista, cuando a Higgingson se le preguntó por qué no la había convencido de publicarlos en alguna de las antologías que recopilaba, él respondió: «Porque no me atreví a usarlos».

### Los intentos de Helen Hunt Jackson
Helen Hunt Jackson, esposa del alcalde y más tarde célebre novelista, sufrió entre 1863 y 1865 tres devastadoras pérdidas que pudieron dejarla en un estado igual o peor a aquel en el que cayó Dickinson más tarde.
El esposo de Helen fue asesinado en el primero de esos años, y sus dos pequeños hijos murieron también antes de que pasaran veinte meses. Sin embargo, la señora Jackson, en vez de deprimirse, empezó a escribir novelas.
Amiga de Emily Dickinson y protegida de Higginson, Helen Jackson hizo lo imposible para conseguir que Emily publicara, al menos, algunas de sus poesías. La negativa de la poeta fue cerrada e inexpugnable, hasta que la novelista le consiguió un lugar en una antología de poemas sin firma, que se tituló A Masque of poets [Una mascarada de poetas] en 1878. Solo ante la garantía del anonimato, Emily le cedió un único poema, Success is counted sweetest [Se dice que el éxito es lo más dulce], reputado entre lo mejor de aquel volumen.
Jackson presentó los trabajos de Emily al editor que publicaba sus novelas, Thomas Niles, quien se dio cuenta del brillante que permanecía oculto en esas páginas y sumó sus esfuerzos a los de la editora para convencer a la poeta. Sin embargo, no tuvo éxito y en 1883, Dickinson le escribió una carta donde se reía de «la amable pero increíble opinión de Helen Hunt y usted, que ya me gustaría merecer».
Helen esbozó un último esfuerzo el 5 de febrero de 1884 escribiendo a Emily una carta en la que le decía: «¡Qué maravillosas carpetas llenas de versos debes tener ahí! Es un cruel error para tu época y tu generación esa rotunda negativa a darlos a conocer». No obstante, para ese momento, Emily estaba ciega y había sufrido un grave ataque nervioso del que ya nunca se podría recuperar y Helen se esforzó en vano.
Helen Hunt Jackson murió seis meses más tarde.

### Reclusión definitiva

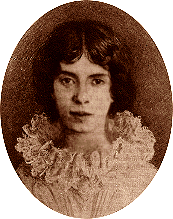
Retrato fabricado de Emily Dickinson a partir del único retrato auténtico de Dickinson realizado en su infancia, al que se añadió un cuello con volantes y se cambió el peinado para darle un aspecto más femenino.

El encierro y el aislamiento autoimpuestos de Emily Dickinson no fueron súbitos ni anormales, al comienzo. Desde su alejamiento del seminario hasta su muerte, Emily vivió tranquilamente en la casa de su padre, lo que no era raro para las mujeres de su clase. Su hermana Lavinia y su cuñada Susan Gilbert, por ejemplo, siguieron caminos idénticos.
Entre sus veinte y treinta años, Emily iba a la iglesia, hacía las compras y se comportaba perfectamente en todos los aspectos. Daba largos paseos con su perro «Carlo» e incluso concurría a las exposiciones y a las funciones benéficas, lo que se demuestra porque las instituciones aún conservan en sus archivos sus tarjetas de visita. La familia de Holland la visitó en 1861, y la recuerdan «con un vestido marrón, una capa más oscura y una sombrilla del mismo color». Las primeras dos fotografías que acompañan este artículo la muestran también vestida de oscuro.
A finales de ese año, la poeta comenzó a rehuir las visitas y las salidas, y empezó a vestirse exclusivamente de blanco, extraña costumbre que la acompañaría durante el cuarto de siglo que aún le quedaba de vida.
Para 1862 se la veía ya muy poco por la población. En una carta traducida por Aurora Luque, Dickinson escribió en 1862: "Y mis ojos son como el jerez que el huésped deja en la copa". En 1864 viajó a Boston para visitar a un oculista y repitió el periplo al año siguiente, período en que se alojó en casa de unas primas en Cambridgeport. Nunca volvió a viajar y faltó a la cita que el médico le había concertado para 1866.
En 1870, a pesar de los ruegos de Higginson para que saliera, la decisión de encerrarse era ya definitiva: «No salgo de las tierras de mi padre; no voy ya a ninguna otra casa, ni me muevo del pueblo». Esta exageración de la vida privada se había convertido, para esa época, en una especie de fobia o morbosa aversión a la gente.
En los últimos quince años de su vida, nadie en Amherst volvió a verla, excepto que algún paseante ocasional vislumbrara su figura vestida de blanco paseando por el jardín de los Dickinson en los atardeceres de verano. A veces se escondía en el vano de la escalera de la casa de su padre, entre las sombras, y sorprendía a los asistentes en una cena o una reunión con una interjección o un comentario expresados en voz baja.
Sus cartas de ese período demuestran que algo anormal sucedía con la portentosa escritora: «He tenido un extraño invierno: no me sentía bien, y ya sabes que marzo me aturde», carta escrita a Louise Norcross. En otra nota se disculpa por no haber concurrido a una cena a la que estaba invitada y dice: «Las noches se hicieron calientes y tuve que cerrar las ventanas para que no entrara el coco. Tuve también que cerrar la puerta de calle para que no se abriera sola en la madrugada y tuve que dejar prendida la luz de gas para ver el peligro y poderlo distinguir. Tenía el cerebro confundido —aún no he podido ordenarlo— y la vieja espina aún me lastima el corazón; fue por eso por lo que no pude ir a visitarte».
Cuando Higginson le preguntó en 1864 si había ido a ver a su médico, le respondió: «No he podido ir, pero trabajo en mi prisión y soy huésped de mí misma». Cinco años más tarde escribe a su prima Norcross: «No me siento tan bien como para olvidar que estuve enferma toda mi vida, pero he mejorado: puedo trabajar».
Durante los tres últimos años de su vida no salió ni siquiera de su habitación, ni aun para recibir a Samuel Bowles, el cual nunca había dejado de visitarla. El anciano se paraba en la entrada y la llamaba a gritos por la escalera, diciéndole «pícara» y agregando una palabrota cariñosa. Nunca tuvo éxito en su intento de verla o de cambiar una palabra con ella.

### Muerte

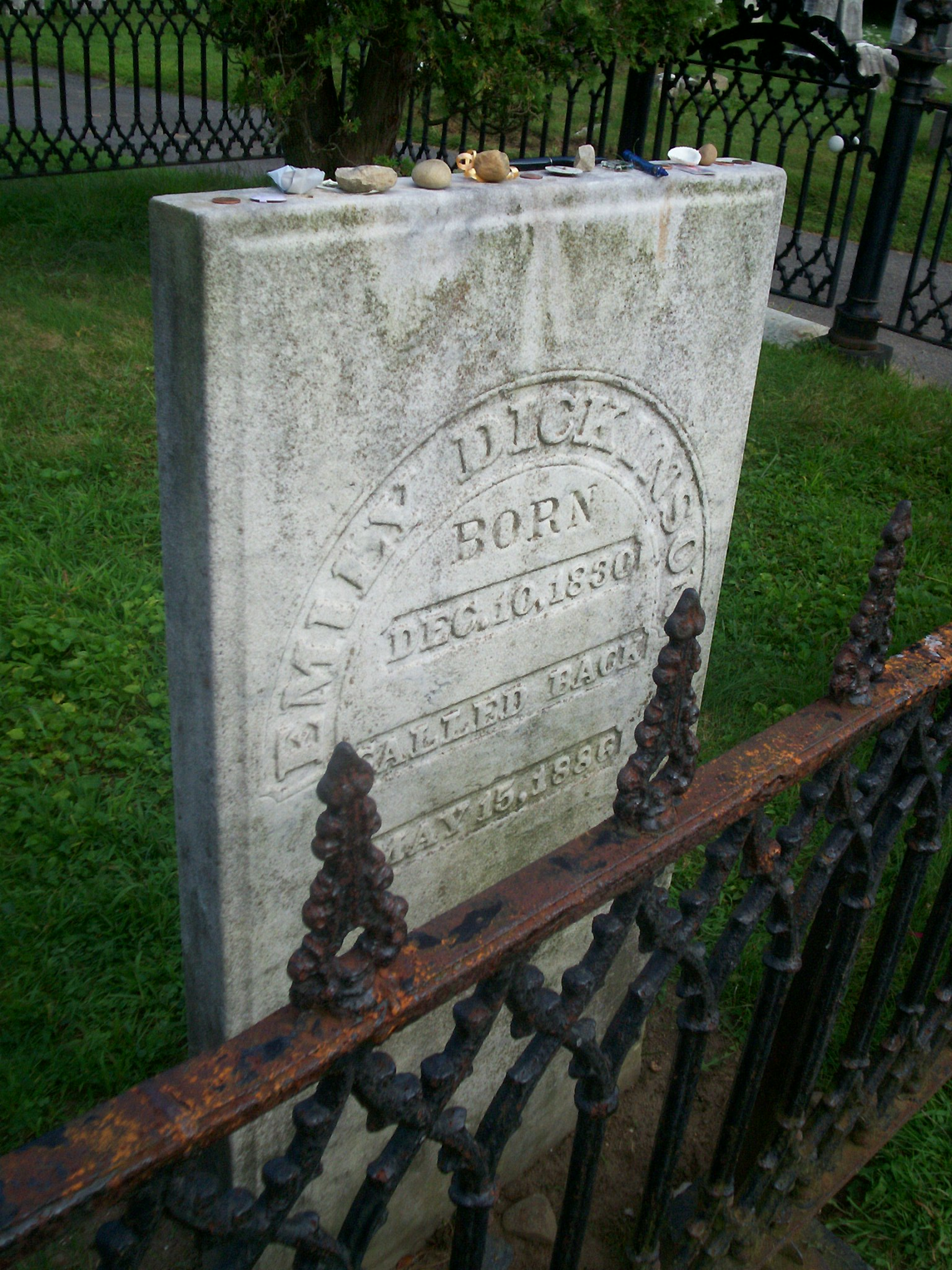
Lápida de Emily Dickinson en la parcela familiar.

Cuando la primera esposa de Higginson murió en 1874, la poeta le envió esta frase: «La soledad es nueva para usted, Maestro: permítame conducirlo».
No obstante, sus poemas y sus cartas demuestran que es falsa la apariencia de monotonía y enfermedad mental que erróneamente muchos atribuyen a estos últimos años de la artista. Las misivas de esta época son poemas en prosa: una o dos palabras por renglón y, una actitud vital atenta y brillante que encantaba a los destinatarios: «Mamá fue de paseo, y volvió con una flor sobre su chal, para que supiéramos que la nieve se había ido. A Noé le hubiese gustado mi madre... La gata tuvo gatitos en el tonel de virutas, y papá camina como Cromwell cuando se apasiona».
Disfrutaba de la visión de los niños que jugaban en el terreno lindero («Me parecen una nación de felpa o una raza de plumón») y trabajar de rodillas en sus flores.
Cuando murió su sobrino menor, último hijo de Austin Dickinson y Susan Gilbert, el espíritu de Emily, que adoraba a ese niño, se quebró definitivamente. Pasó todo el verano de 1884 en una silla, postrada por el mal de Bright. A principios de 1886 escribió a sus primas su última carta: «Me llaman».
Emily Dickinson pasó de la inconsciencia a la muerte el 15 de mayo de 1886.

### El hallazgo
Poco después de la muerte de la poeta, su hermana Vinnie descubrió ocultos en su habitación 40 volúmenes encuadernados a mano, los cuales contenían la parte sustancial de la obra de Emily, más de 800 poemas nunca publicados ni vistos por nadie. Las poesías que insertaba en sus cartas constituyen el resto de su obra, la mayoría de las cuales pertenecen a los descendientes de sus destinatarios y no se hallan a disposición del público.

## Principales influencias
El caso de Emily Dickinson es muy especial en la literatura estadounidense. La gran popularidad de que gozó y goza después de su muerte hace que muchas veces la opinión pública olvide lo aislada que estuvo en vida, primero en su pequeña aldea y luego en su pequeña habitación, sin salir de ella ni recibir a nadie.
Por lo tanto, no son muchas las influencias que su poesía recibió de sus contemporáneos, ni de sus predecesores. Las tres principales influencias que pueden rastrearse en el trabajo de esta poeta son la Biblia, el humor estadounidense y Ralph Waldo Emerson.

### La Biblia

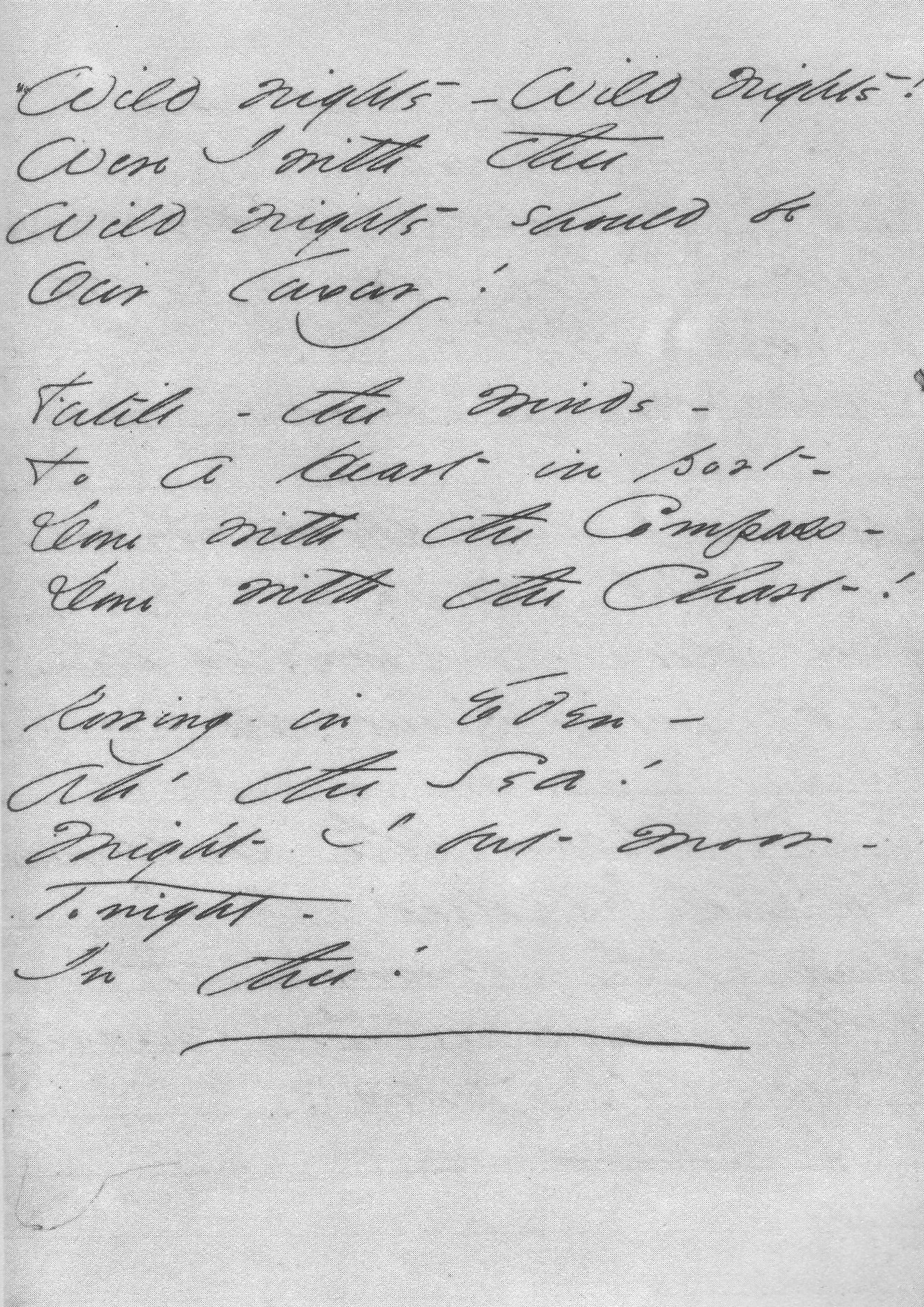
Manuscrito original del poema Wild nights, wild nights!, en el que se observa el excéntrico uso de los guiones.

Como todo estadounidense nacido con anterioridad a la Guerra de Secesión, Dickinson estuvo familiarizada con la Biblia desde su más tierna infancia, y la influencia que las escrituras sagradas operaron sobre ella se demuestra ya desde sus cartas de juventud: «El brillo del sol me habla esta mañana, y la afirmación de Pablo se vuelve real: “el peso de la Gloria” [...] La fe de Tomás en la anatomía era más fuerte que su fe en la Fe [...] ¿Por qué censuraríamos a Otelo, cuando el criterio del Gran Amante dice: 'No tendrás otro Dios que yo'?».
Varios poemas de Emily se basan en textos bíblicos o los recrea con una diversión ligeramente impía, como por ejemplo The Bible is an antique volume [La Biblia es un volumen antiguo], The Devil, had he fidelity [Tuviese el diablo fidelidad] y Belshazzar had a letter [Baltasar tenía una carta].

### El humor
Durante toda su vida estuvo poblada de lecturas religiosas; sin embargo, el segundo texto que más leyó Emily Dickinson fue el periódico y posteriormente, diario The Springfield Republican, dirigido por Samuel Bowles y el doctor Holland.
En ese diario se publicaban fragmentos escogidos de Washington Irving, Edgar Allan Poe, Nathaniel Hawthorne y Harriet Beecher Stowe, entre otros. Muchos de estos textos eran humorísticos. La misma influencia que tuvieron sobre Emily se evidencia, por ejemplo, en Mark Twain, cinco años menor que ella, el cual también estaba suscrito al Springfield Republican. El humor del propio Twain influyó a su vez en Dickinson, que había leído varios capítulos de Old Times in the Mississippi.
Emily escribía sermones burlescos para divertir a sus compañeras en el colegio y en el seminario. Algunas de sus frases harían enrojecer al propio autor de Huckleberry Finn: «El papa entró a la iglesia en una silla de manos llevada por varios hombres. Es un buen adorno para cualquier procesión».
El sutil ingenio de Emily a veces compendiaba su formación religiosa con el humor yanqui, y la hacía escribir cosas como por ejemplo esta carta a un amigo: «Yo soy Judit, la heroína de los apócrifos, y tú el orador de Éfeso. Pero el mundo duerme en la ignorancia y el error y no nos escucha. Entonces, tendremos que arrancar a esta sociedad de sus raíces y plantarla en otra parte. Construiremos hospicios, trascendentales prisiones estatales... y no pocos patíbulos».
La soltura de su humor a veces alcanza los límites de la crueldad: «¿Quién será el periodista que escribe los artículos acerca de esos divertidos accidentes en los cuales los trenes chocan inesperadamente y los caballeros son limpiamente decapitados en accidentes industriales? Vinnie estaba desilusionada porque hoy hubo sólo unos pocos». Cuando una mendiga llamó a su puerta, escribió: «Hoy no ha llamado nadie, sino una pobre señora que buscaba un hogar. Le dije que sabía de un sitio, y le di la dirección del cementerio para ahorrarle una mudanza».
En Emily convivía la seria concentración de los poetas líricos y el instinto para la comedia de los escritores estadounidenses. A veces tejía elegantes ejercicios de humor fonético, como los seis versos de Lightly stepped a yellow star, donde la música está pautada por el sonido de innumerables eles, y la palabra final, punctual «puntual» convierte todo el poema en una broma musical al estilo de las desafinaciones mozartianas. Para ella el sol era un farol de alumbrado, el Apocalipsis una mañana después de beber ron y el corazón el cañón de unos revoltosos.
Toda esta deliciosa poesía y este fino humor, no muy bien comprendidos en su época, han sido preservados para la posteridad y muestran a Emily Dickinson, como a Mark Twain, bajo el rostro de la poeta y artista adelantada a su tiempo en muchos años.

### Emerson
La poeta conocía muy bien los Essays [Ensayos] de Emerson y poseía un ejemplar de sus Poems [Poemas]. El celebérrimo poeta visitó Amherst en varias oportunidades y una vez durmió en la casa de Austin, el hermano de Emily que vivía en la casa contigua.
Dos sociedades literarias estudiantiles invitaron a Emerson a dictar una conferencia en la aldea, a lo que el poeta accedió, presentándose ante la juventud del pueblo el 8 de agosto de 1855. El tema fue Un llamamiento a los estudiosos. No se sabe con certeza si Emily acudió a la conferencia, pero en 1855 no se había recluido todavía, y el episodio debe haber resultado un acontecimiento excepcional para una sociedad tan pequeña como la de Amherst.
Emerson regresó al poblado de los Dickinson dos años después, pronunciando en la capilla el 16 de diciembre de 1857 otra conferencia titulada Lo hermoso de la vida rural. Se cree que en esta oportunidad la poeta sí estuvo presente, ya que su hermano y su cuñada Susan Gilbert estuvieron en primera fila. La venerable figura del gran personaje impresionó a Gilbert de tal modo que se juramentó a invitarlo otra vez.
Ralph Emerson habló en Amherst en otras tres oportunidades en 1865 y tomó el té y durmió en casa de Austin y Susan en 1872 y 1879; sin embargo, Emily vivía ya completamente encerrada para ese momento.
Al igual que Whitman, los fraseos y la filosofía de Emerson son claramente visibles en la poesía de Emily Dickinson. La explicación es que posiblemente los tres pertenecían al ambiente rural de la Nueva Inglaterra de su época y que se admiraban mutuamente, aunque los dos poetas nunca llegaron a conocer los poemas de la escritora.
Emily puede haber copiado la estructura de los cuartetos de Emerson, a los que ambos eran muy afectos, y seguramente se vio influida por la teoría ética del trascendentalismo, la exaltación de la pastorela rural, el ritmo gracioso y la permanente renuncia a la vida de ciudad que Emerson preconizó hasta su muerte.

### Otras lecturas e influencias
Emily Dickinson aludió en muchas oportunidades a los «festines» que se daba con escritores, novelistas y poetas de diversas procedencias, principalmente ingleses y estadounidenses contemporáneos o primitivos.
Según sus propias palabras, disfrutaba especialmente de Alfred Tennyson, poeta de The Princess [La Princesa], Samuel Taylor Coleridge, escritor de Specimens of the Table Talk [Charla de sobremesa], Nathaniel Hawthorne, autor de Mosses of an Old Manse  [Musgos en una vieja rectoría] y The House of Seven Gables [La casa de los siete tejados], Washington Irving con su biografía de A History of the Life and Voyages of Christopher Columbus [Vida de Colón], Charles Dickens con David Copperfield, Bulwer-Lytton, novelista de The Caxtons [Los Caxton], y los poetas John Keats y Robert Browning.
Adoraba en particular a la esposa de este último, Elizabeth Barrett Browning, y solía leer traducciones al idioma inglés de la francesa George Sand. También le agradaban Charlotte Brontë y su hermana Emily Brontë. De esta última no le interesaba tanto Wuthering Heights [Cumbres borrascosas], sino sus poesías.
El único autor de quien reconoció haber leído las obras completas fue William Shakespeare. Cuando perdió la vista casi por completo, alrededor de 1864 y 1865, escribió que dudaba si, después de haber leído todas las obras de teatro del gran dramaturgo, seguiría siendo necesario poder leer a otros autores. En su último año de vida escribió a un amigo que debía viajar a Stratford-upon-Avon: «Toca a Shakespeare por mí».
Dijo que Keats era uno de sus poetas favoritos e hizo tres referencias a William Wordsworth y dos a Lord Byron.
Como se observa, estos y otros muchos escritores y poetas poblaron los días de Emily Dickinson pero, aparte de las tres principales influencias consideradas arriba, resulta difícil decir si alguno de ellas tuvo efecto en su poesía, que es un producto completamente original y, fuera de toda cuestión, profundamente personal. Su estilo es intransmisible y, por lo tanto, ni imitado, ni posible de imitar.

## Su poesía
Emily Dickinson definió su poesía con estas palabras: «Si tengo la sensación física de que me levantan la tapa de los sesos, sé que eso es poesía».
Se creía que no era capaz de diferenciar sus poemas entre sí, de corregirlos ni de seleccionarlos. El libro que se publicó como Poemas escogidos no fue seleccionado, corregido, ni organizado por la poeta, que ya había fallecido. Esta aparente desorganización de su obra y su poesía le valió el ataque de los formalistas, entre los que se cuenta el mentor de Emily, Thomas Wentworth Higginson, el Maestro.
Higginson se encargó de modificar y «adaptar» algunos poemas tempranos de Dickinson, y en sus cartas de juventud ella le agradece la «cirugía» que era incapaz de efectuar por sí misma. Después de la muerte de Emily, Higginson se sintió libre para extralimitarse: comenzó a podar, corregir, cambiar y retocar sus poemas, tomándose atribuciones tan extremas como, por ejemplo, introducir rimas en estrofas que carecían de ellas.

### Manejo del idioma y aparentes errores
La realidad es que a los formalistas de 1890 la poesía de Emily Dickinson les parecía descuidada, cuando en verdad ella había sido extraordinariamente precisa, aunque algunos de sus hábitos poéticos estuviesen pasados de moda para entonces.
Algunos «errores» gramaticales que se le han imputado eran aceptados como correctos en la época en que ella nació (1830), por ejemplo el uso de lain [yacido] por laid [puesto, colocado]: Indolent housewife, in daisies lain [Ama de casa indolente, entre las margaritas yacida]. Escribía extasy [éxtasis] en lugar de ecstasy, pero la primera forma figura en el diccionario Webster. Ponía Himmaleh en vez de Himalaya y Vevay en lugar de Vevey (ciudad de Suiza). Se le acusó de ignorante, pero las formas incorrectas figuraban en un atlas que tenía en su casa y que había sido impreso muchos años antes de que ella naciera.
Se le recriminan también supuestos «errores» históricos y geográficos, argumento bastante absurdo cuando se usa contra un poeta: ella pone que Cortés «descubrió el Pacífico» porque Balboa no entraba en la métrica. También existe un poema que dice When Etna basks and purrs / Naples is more afraid [Cuando el Etna toma sol y ronronea / Nápoles le teme más], aunque sabía perfectamente que el volcán cercano a la ciudad no es ese, sino el Vesubio.
Emily empleaba indiferentemente began [comenzó] y el participio begun [comenzado] como pretéritos, pero Robert Browning hacía lo mismo. Se sabe que el buen poeta debe forzar las normas del idioma, además, la mayoría de los falsos deslices que los formalistas encuentran en la poesía de Emily Dickinson se deben al afán de la autora de dar a sus versos un sabor arcaico. Esto se visualiza en su uso de be [ser] indistintamente en lugar de is [es] o are [son, somos].
Con respecto a la frecuencia de utilización de determinadas palabras, las seis que más usa son «día», «vida», «ojo», «sol», «hombre» y «cielo», todos ellos monosílabos en inglés excepto el último, heavens. Entre los sustantivos que utilizó cincuenta o más veces en su poesía, solamente «verano» y «mañana» son polisílabos en inglés. Estas costumbres pueden entenderse mejor como un afán de concisión que como errores técnicos.
Muchos otros errores atribuidos a la artista son, en realidad, erratas de los editores, algunas derivadas de la dificultad de descifrar la letra manuscrita de Dickinson.

### Métricas y rimas
La rima, contrariamente a la creencia común, suele ser muy ortodoxa excepto en unos pocos poemas. Prefiere la rima yámbica y trocaica, y los versos de cuatro acentos.
Más de la mitad de sus poemas están escritos en «metro común», la métrica de las baladas populares y de los himnos religiosos. Muchas otras veces utiliza el «metro corto», estrofa de cuatro versos igual a la anterior excepto porque el primer verso es trisílabo en lugar de tetrasílabo. En unas pocas oportunidades escribe en «metro largo», cuarteto de tetrasílabos en forma de yambos con rima alternada o de dos en dos. Solo el 10 % de sus poemas posee métrica o rima irregular.
Los tipos de rimas utilizados por Emily Dickinson son:
1. Rima idéntica: La misma vocal precedida y seguida por las mismas consonantes. Esta forma no es muy frecuente en su poesía. A veces, las palabras que riman son idénticas al oído pero de sentidos muy diferentes: seal - conceal.
2. Rima exacta: Representan la mayor parte de su obra, y también de las de los demás poetas. Muchísimos de sus poemas dependen enteramente de la rima exacta. Las rimas dobles o femeninas, aquellas en las que la parte final de las palabras es idéntica y ambas primeras partes están acentuadas, son muy raras.
3. Rima imperfecta: Cuando dos palabras riman si terminan en el mismo sonido vocálico, aunque esté seguido por consonantes distintas. Es muy común en los himnos religiosos y en la poesía estadounidense: us - dust, por ejemplo.
4. Rima vocálica: Es aquella en la cual una palabra que termina en vocal puede rimar con otra palabra que termine en otra vocal. Ejemplos: be - die o cloy - necessity. Emily exageró su uso para extenderlo a palabras terminadas en r, que deben pronunciarse tan débilmente que no se distinguen de las terminadas en vocal: pioneer - now.
5. Rima suspendida: Dos palabras que terminan en distintas vocales, pueden rimar si las vocales son seguidas por idéntica consonante. El ejemplo típico es woman - human. Al igual que en la anterior, Emily no toma en cuenta el sonido de la r, y en la previa rima tampoco el de la l, inclusive cuando es muda (talk = [tok] en inglés).

Emily Dickinson acepta en sus poemas las siguientes equivalencias consonánticas, es decir, las rima como si se tratara de la misma letra:
1. Nasales: M, N y NG.
2. Sibilantes: S, Z, SH y CH, siempre en combinación con D, T, K o P.
3. Dentales: D y T con ND y NT; T con CT y D con VD.
4. Otras: T con P; K con NK y Z con G suave.

### Análisis temático: poesía naturalista
Gran parte de los poemas de Emily Dickinson se refieren a la naturaleza, y se ordenan, según su cantidad, de esta manera:
- 58 sobre los seres vivos;
- 33 sobre los cambios de las estaciones o los meses;
- 29 sobre el cielo, los astros y los fenómenos meteorológicos;
- 25 sobre el día y la noche;
- 17 sobre el paisaje; y
- 15 sobre la naturaleza en general.

Como se observa, dedicaba una particular atención a la biología: animales, aves, reptiles, insectos, árboles, plantas y flores.
De todos los seres vivientes le atraían los que tienen alas: pájaros, murciélagos e insectos. También las flores, y, aunque vivía en un ambiente rural, jamás dedicó un poema a un animal de granja. Sólo menciona tres veces al gallo. Su perro «Carlo» aparece solamente en dos oportunidades, y los sabuesos, en tres.
El animal nombrado más veces es la abeja, con una sorprendente marca de 52, y el abejorro 9.

### El orden de los poemas
Como se ha dicho, los poemas publicados en vida de la autora se cuentan con los dedos de una mano. Esto provocó el problema de las publicaciones póstumas, es decir, aquellas en las que el autor ha muerto y no puede opinar sobre el orden o la forma en que sus obras deben ser publicadas.
Cabe aclarar que Emily nunca se tomó el trabajo de fechar sus poemas, por lo que no conocemos con certeza cuándo fueron escritos, y ni siquiera los ordenó de un modo particular.
Escribió sus poemas en los márgenes de sus libros, en trozos de periódicos o en papeles sueltos, a menudo de tamaño insuficiente, poblándolos además de extraños guiones aparentemente al azar, con un arbitrario uso de las mayúsculas. Es por ello que en la actualidad, en muchos de sus poemas, los expertos se preguntan dónde acaba un verso y comienza otro.
Los editores descuidaron su obra aún más. En la década de 1890 se publicaron sus tres antologías, con el material dividido incoherente y arbitrariamente en cuatro secciones tituladas por los editores: Vida, Naturaleza, Amor y Tiempo y eternidad. Hoy se sigue utilizando este extraño criterio.
Los editores posteriores agregaron tres tomos más, con los poemas agrupados según criterios también arbitrarios. Esto significa que la obra de Emily Dickinson nunca ha sido objeto de ningún esfuerzo serio por ordenarla cronológicamente.
Así, por ejemplo, los poemas que se refieren a su relación amorosa con Wadsworth se encuentran dispersos entre la Parte III: Amor, la Parte IV: Otros poemas, sección 6 y la Parte VII: Poemas agregados, sección 3. Se encuentran entremezclados con otros que no tienen relación alguna con el tema ni con la época en cuestión.

### Obras publicadas

#### Poemas

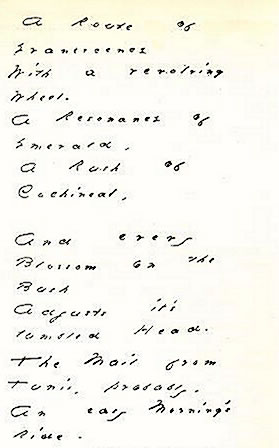
Manuscrito original del poema de Emily Dickinson A route of evanescence, uno de los que envió a Higginson (1880). En el anterior poema, como en muchos otros, es casi imposible determinar dónde termina un verso y comienza otro.

Como queda dicho, los únicos tres poemas que se publicaron en vida de la autora fueron A Valentine, The Snake y Success.[cita requerida] Todo el resto de sus innumerables trabajos se publicó después de su muerte.
Una gran cantidad de poesías fueron publicadas por la editora Mabel Loomis Todd, y su «maestro» Thomas Wentworth Higginson en el siguiente orden:
- Poems by Emily Dickinson [Poemas de Emily Dickinson], selección de Mabel L. Todd y Thomas W. Higginson, Boston, 1890.
- Poems by Emily Dickinson: Second Series [Poemas de Emily Dickinson: Segunda serie], selección de Thomas W. Higginson y Mabel L. Todd, Boston, 1891.
- Poems by Emily Dickinson: Third Series [Poemas de Emily Dickinson: Tercera serie], selección de Mabel L. Todd, Boston, 1896.

No hubo más publicaciones hasta el siglo siguiente, en que Martha Dickinson Bianchi, sobrina de la poeta, emprende de nuevo la tarea de editar sus obras:
- The Single Hound: Poems of a Lifetime [El sabueso solo: poemas de toda una vida], selección e introducción de Martha D. Bianchi, Boston, 1914.
- Further Poems of Emily Dickinson [Otros poemas de Emily Dickinson], selección de Martha D. Bianchi y Alfred Leete Hampson, Boston, 1929.
- Unpublished Poems of Emily Dickinson [Poemas inéditos de Emily Dickinson], selección de Martha D. Bianchi y Alfred L. Hampson, Boston, 1935.

Existen también cuatro recopilaciones que se basan en el material de los libros anteriores:
- Selected Poems of Emily Dickinson [Poemas escogidos de Emily Dickinson], selección de Conrad Aiken, Londres, 1924. Contiene los tres volúmenes de Poemas de Emily Dickinson más El sabueso solo.
- The Complete Poems of Emily Dickinson [Los Poemas completos de Emily Dickinson], selección de Martha D. Bianchi, Boston, 1924. Los mismos cuatro libros, con un poema más.
- The Poems of Emily Dickinson [Los Poemas de Emily Dickinson], selección de Martha D. Bianchi y Alfred L. Hampson, Boston, 1930. Edición en ocasión del centenario de la poetisa, que repite los cuatro libros anteriores más Otros Poemas de Emily Dickinson. Al contenido de estos cinco volúmenes le quita un poema y agrega otro.
- The Poems of Emily Dickinson [Los Poemas de Emily Dickinson], selección de Martha D. Bianchi y Alfred L. Hampson, Boston, 1937. A los tres Poemas y El sabueso solo agrega el material de Poemas inéditos, a los que retitula Poemas adicionales.

Nada más hay publicado, a excepción de una única edición del poema Because that you are going, una importante poesía de amor, en The Life and Mind of Emily Dickinson [La vida y la mente de Emily Dickinson], Nueva York en 1930, de Genevieve Taggard. Este libro, muy importante por su valor crítico, fue publicado como homenaje también en el centenario del nacimiento de la poeta.
Los poemas de estas ediciones no serían reconocidos por el lector moderno gracias a la extensiva e invasiva reescritura y adaptación que sufrieron los textos. A pesar de ello, en 1955 aparecería una nueva recopilación, que forma hoy en día la base de los estudios académicos sobre Emily Dickinson:
- The Poems of Emily Dickinson [Los poemas de Emily Dickinson], Cambridge en 1955, publicada por Thomas H. Johnson en tres volúmenes. Los poemas no llevan títulos, la autora nunca los colocó, ni están agrupados en capítulos arbitrarios. Simplemente están numerados en un orden cronológico aproximado, respetando los guiones a los que era tan afecta Dickinson y su errática utilización de las mayúsculas.

Por último, se ha hecho un intento de representar mejor los signos dickinsonianos, pensando que pueden tener importancia para la lectura de sus poemas. Esta obra moderna es la más fiel y la que goza de mayor credibilidad:
- The Poems of Emily Dickinson (selección de R.W. Franklin, Cambridge, 1998).

#### Cartas
Selecciones parciales de las cartas de Emily Dickinson fueron publicadas en estos libros:
- Letters of Emily Dickinson [Cartas de Emily Dickinson], selección de Mabel L. Todd, Boston, 1894. Dos volúmenes. El libro carece de importantes cartas y se cree que muchas de ellas, que Mabel Todd poseía y no publicó, fueron destruidas antes de que se editaran los libros siguientes. Por lo tanto, se las debe considerar perdidas.

- The Life and Letters of Emily Dickinson [La vida y las cartas de Emily Dickinson], selección de Martha D. Bianchi, Boston, 1924. La Parte I de este libro contiene cartas y fragmentos de ella totalmente inéditos, no se pueden encontrar en ningún otro libro. La Parte II incluye el material ya publicado por Todd, con modificaciones, omisiones y otros cambios; sin embargo, no menciona la fuente. En la quinta edición (1929) se corrigieron múltiples e importantes erratas.
- Letters of Emily Dickinson [Cartas de Emily Dickinson], selección de Mabel L. Todd, Nueva York, 1931. Edición ampliada de la escrita en 1894. Incluye mucho material original de Emily, pero otro escrito por los editores.
- Emily Dickinson Face to Face [Emily Dickinson cara a cara], selección de Martha D. Bianchi, Boston, 1932. Este libro incluye las cartas supervivientes de la serie que Emily escribió a su cuñada Susan Gilbert y varias dirigidas a otros miembros de su familia que no se logran encontrar en ninguna otra parte.

### Poetas con los que se la ha comparado
La poesía de Emily Dickinson es única, tiene un estilo inimitable y no puede ser confundida con la de ningún otro poeta del mundo; sin embargo, por su importancia y trascendencia en las letras de habla inglesa se la ha comparado con los siguientes poetas:
- Edgar Allan Poe
- Ralph Waldo Emerson
- Walt Whitman
- Robert Frost
- Robert Browning
- William Wordsworth
- John Keats

### Emily Dickinson en España
El poeta español y ganador del Premio Nobel de Literatura, Juan Ramón Jiménez, fue el primero en apreciar y difundir versos de esta autora en España. En su obra Diario de un poeta recién casado (1916), traduce e incorpora en su poema CCXVIII, los poemas 674, 1687 y 308 de la autora.

## Traducciones al castellano
- Obra escogida. México: Centauro, 1945.
- Poemas: The End. Selección y versión de M. Manent. Madrid: Alberto Corazón, vol. XXXIX de la colección "Visor de Poesía", 1973.
- Cien poemas. Traducción de Ricardo Jordana y María Dolores Macarulla. Barcelona: Bosch, 1980.
- Poemas. Traducción de Silvina Ocampo y prólogo de Jorge Luis Borges. Barcelona: Tusquets, 1985.
- Poemas. Traducción de Margarita Ardanaz. Edición bilingüe. Madrid: Cátedra, 1987. ISBN 978-84-376-0637-8.
- La soledad sonora. Versión de Lorenzo Oliván. València: Pre-textos, 2001. ISBN 84-8191-426-6.
- Crónica de plata (Poemas escogidos). Traducción de Manuel Villar Raso. Madrid: Hiperión, 2001. ISBN 84-7517-696-8.
- Antología bilingüe. Traducción de Amalia Rodríguez Monroy. Madrid: Alianza, 2001.
- Emily Dickinson (1830-1886): Comió y bebió las palabras preciosas. Traducción de Ana Mañeru Méndez. Madrid: Ediciones del Orto, "Biblioteca de Mujeres", 2002. ISBN 84-7923-264-1.
- Emily Dickinson. Los sótanos del alma. Introducción, selección, traducción y comentarios por Anna Maria Leoni. Mérida, Venez.: Ediciones el Otro, el Mismo y CDCHT ULA, 2002. ISBN 980-6523-01-6.
- 71 Poemas. Traducción de Nicole d'Amonville Alegría. Barcelona: Lumen, 2003. ISBN 978-84-264-2870-7.
- Cartas. Traducción de Nicole d'Amonville Alegría. Barcelona: Lumen, 2009. ISBN 978-84-264-1732-9.
- Amor infiel. Versión de Nuria Amat. Buenos Aires: Losada, 2004. ISBN 84-933473-3-7.
- Algunos poemas más. Traducción de Carlos Pujol. Granada: Comares, 2006. ISBN 84-9836-009-9.
- En mi flor me he escondido. Versiones de José Manuel Arango. Edición bilingüe. Medellín: Editorial Universidad de Antioquia, 2006. ISBN 958-655-974-2.
- Poemas a la muerte. Selección y traducción de Rubén Martín. Madrid: Bartleby, 2010. ISBN 978-84-92799-19-0.
- Emily Dickinson. Poemas 1-600 Fue-culpa-del Paraíso. Edición bilingüe. Trad. de Ana Mañeru Méndez y María-Milagros Rivera Garretas. Madrid: Sabina, 2012. Incluye un CD con la lectura de los poemas en español (MP3). ISBN 978-84-937159-7-7.
- Poesía completa. Traducción de José Luis Rey. Madrid: Visor, 2015, 3 vol., edición bilingüe. ISBN 978-84-9895-938-3 (v. 1), ISBN 978-84-9895-939-0 (v. 2) ISBN 978-84-9895-940-6 (v. 3).

## Emily Dickinson en la cultura popular

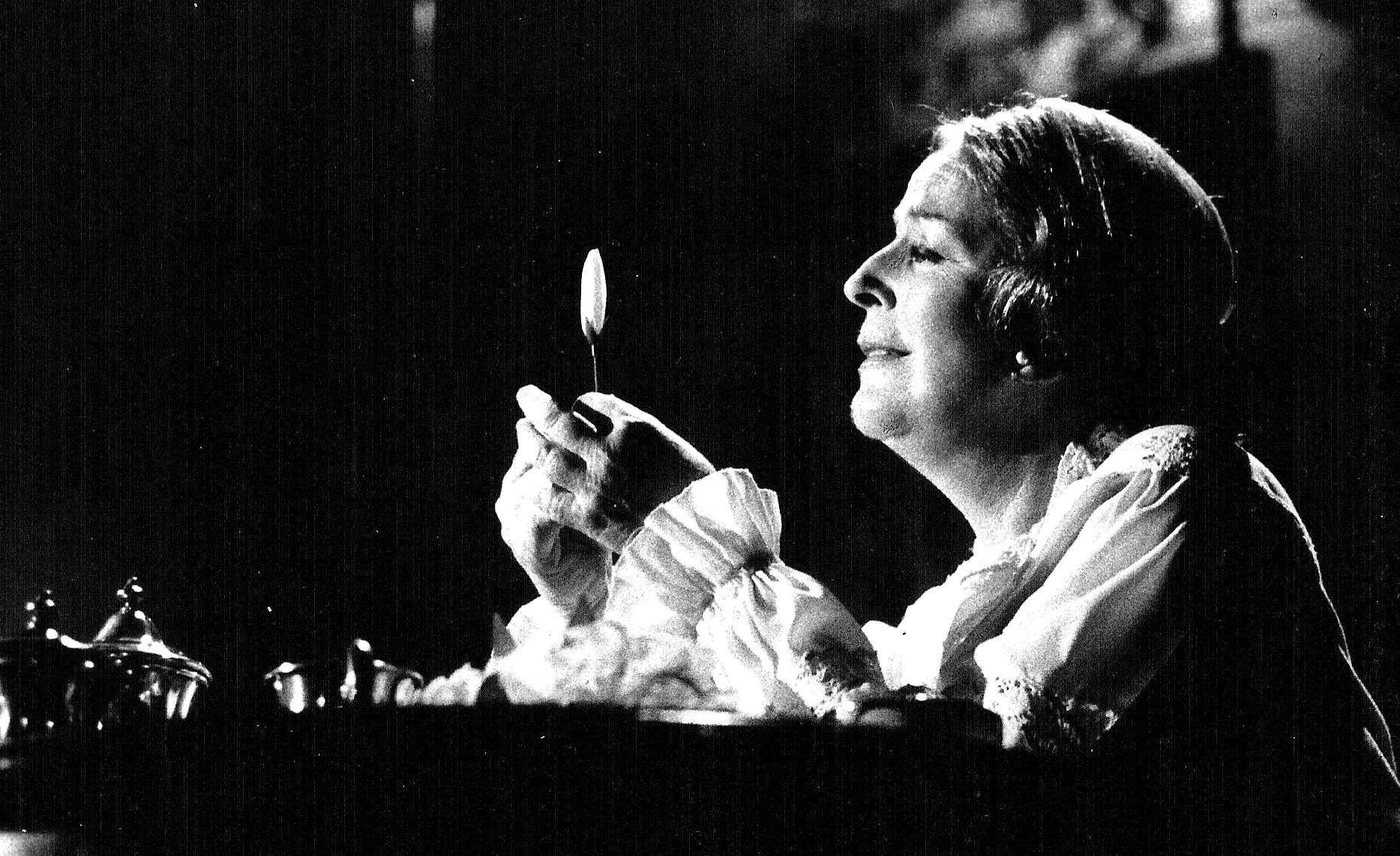
China Zorrilla como Emily Dickinson, 1980.

Las referencias culturales de Emily Dickinson en la cultura popular se centran mayormente en obras de teatro y proyectos cinematográficos. Por ejemplo, en 1976 el dramaturgo estadounidense William Luce estrenó La bella de Amherst, un monólogo escénico sobre la poeta en Broadway y Londres protagonizado por Julie Harris, que ganó su quinto Premio Tony por encarnar a Emily Dickinson. En la televisión inglesa la protagonizó Claire Bloom.
Emily Dickinson forma parte de la instalación de la artista feminista Judy Chicago, The Dinner Party. Esta es una historia simbólica de la mujer en la civilización occidental que representa a 1.038 mujeres de la historia; 39 de ellas están representadas por cubiertos y otras 999 en los nombres que están inscritos en The Heritage Floor sobre el que descansa la mesa.  Su cubierto representa el sorprendente contraste entre su naturaleza introvertida y recluida y la mente dinámica que revelan sus poemas. También representa el austero mundo victoriano del que intentó liberarse a través de sus escritos.
La pieza teatral recorrió el mundo, obteniendo gran éxito en Argentina en la década de 1980 con China Zorrilla, dirigida por Alejandra Boero, con los poemas traducidos al castellano por Silvina Ocampo. Zorrilla alcanzó más de 1000 funciones en Argentina interpretándola luego en una gira sudamericana que finalizó con presentaciones en el Centro John F. Kennedy de Washington D. C., en el Hunter College de Nueva York y en Amherst. Fue repuesta en Buenos Aires en 2007 por Norma Aleandro. En Madrid la interpretó Analía Gadé en 1983.
En 2003 se publicó la novela La hermana, de Paola Kaufmann, sobre la vida de Dickinson, narrada, ficcionalmente, por su hermana Lavinia.
En 2016 se estrenó la película A Quiet Passion (Historia de una pasión), dirigida por Terence Davies y con fotografía de Florian Hoffmeister.
La película de 2018 Wild Nights with Emily es una comedia sobre la relación romántica de Dickinson con su cuñada Susan Huntington Gilbert Dickinson.
En noviembre del 2019 la cadena Apple TV  lanzó su propia adaptación de la juventud de la poetisa en la serie Dickinson, interpretada por Hailee Steinfeld.
El poema The brain is wider than the sky es mencionado en la novela visual japonesa de KEROQ, escrita por SCA-JI, Subarashiki Hibi (Wonderful Everyday), en el capítulo llamado Jabberwocky II. Además de esto, en otra duología que fila entre las obras más conocidas de SCA-JI, Sakura no Uta y Sakura no Toki, el texto cobra mucha importancia como medio para explicar definitivamente la filosofía de su protagonista, Kusanagi Naoya, en contraposición de su rival en el mundo del arte, Misakura Rin.